# Thanapat Saisaymar
Thanapat Saisaymar (thaï : ธนภัทร สายเสมา), né en 1968, est un acteur thaïlandais.

## Biographie
Thanapat est un couvreur originaire du nord-est de la Thaïlande. Il migre à Bangkok et travaille sur des chantiers.
Il apparait dans quelques spots publicitaires, soit comme figurant, soit dans des rôles principaux.
Il n'est pas un acteur professionnel mais, en 2010, à l'âge de 42 ans, il obtient le rôle d'Oncle Boonmee, le rôle principal du film thaïlandais Palme d'or à Cannes Oncle Boonmee, celui qui se souvient de ses vies antérieures, film réalisé par Apichatpong Weerasethakul.

## Filmographie
- 2010 : Oncle Boonmee, celui qui se souvient de ses vies antérieures[6]